# Casa d'Ursel

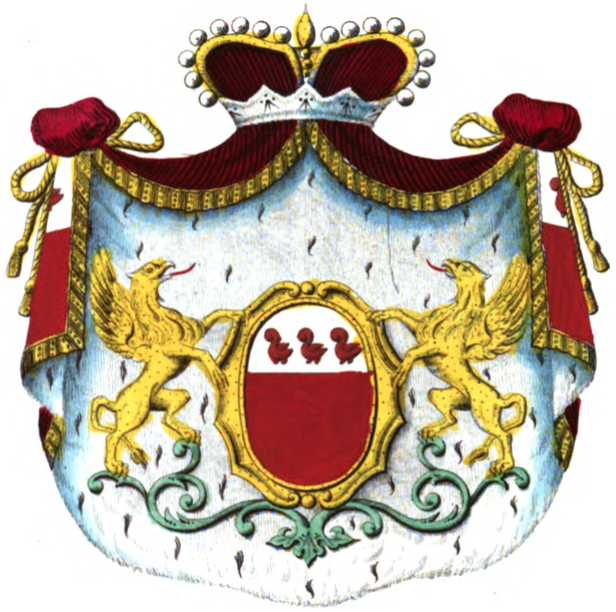
Stemma del Casata d'Ursel

La Casa d'Ursel è un'antica casata nobile belga, tutt'oggi i suoi membri continuano a portare il titoli di Duca o Conte.

## Storia

### Origini

Stemma degli Schetz

Vero fondatore della casa fu Erasme Schetz (intorno al 1480-1550) che acquisì rapidamente ad Anversa un posto di rilievo tra i principali mercanti della città. Le sue attività più note sono il commercio di metalli e di zucchero, che importa dal Brasile dove acquistò dei terreni dal 1540. Nel 1545 comprò la signoria di Grobbendonk.
Il suo primogenito Gaspar Schetz (1513-1580) fu sia un grande commerciante che un ufficiale del re. Nel 1560 fu nominato economo generale dei Paesi Bassi meridionali. Ha anche svolto un ruolo politico considerevole, di cui ha lasciato traccia. Erede della signoria di Grobbendonk, acquistò molte terre, incluse quelle di Wezemaal, Heyst e Hingene. Dalla sua seconda moglie, Catherine van Ursel († 1605), una delle figlie del grande sindaco di Anversa Lancelot van Ursel, ebbe due figli.

### XV/XVI secolo

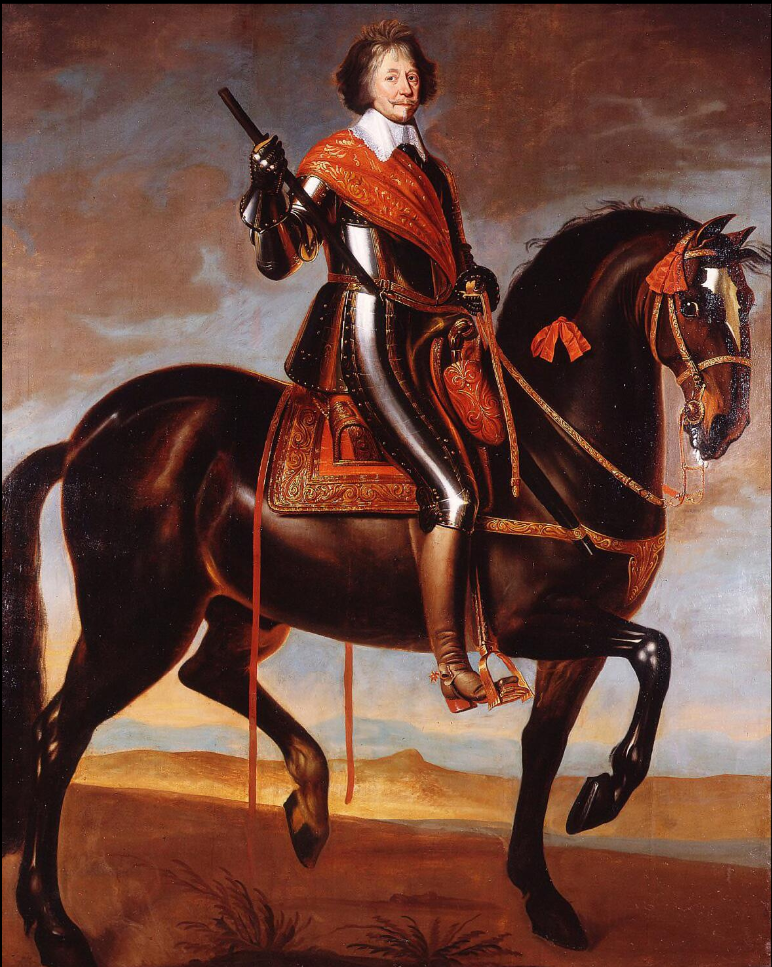
Ritratto equestre di Federico Enrico d'Orange realizzato da Anselm van Hulle

Il più giovane Antoine Schetz (1560-1640) ebbe una brillante carriera militare. Governatore di Bois-le-Duc, difese la cittadella fino a quando fu estromesso da Federico Enrico d'Orange nel 1629. Si vendicò pochi anni dopo, nel 1635, difendendo vittoriosamente Lovanio assediata dagli eserciti franco-batavi. Il re eresse la sua terra di Grobbendonk a baronia nel 1602 e contea nel 1637. Il suo ramo si estinse nel 1726 e i suoi averi tornarono all'altro.
Questo discende da Conrard Schetz (1553-1632). Signore della Hingene, creato barone di Hoboken nel 1600, Conrad fu consulente finanziario e ambasciatore a Londra. Adottato da una sorella di sua madre, cambiò il suo cognome in Ursel nel 1617. Sposò Frances, figlia maggiore del presidente del Consiglio Privato dell'Arciduca, John Richardot.
Suo figlio Conrard d'Ursel (1592-1659), che acquistò e ingrandì il Hermalle-sous-Huy Castle, fu elevato alla dignità di Conte del Sacro Romano Impero nel 1638 e il suo bisnipote Conrard-Albert (1665-1738) a quello di Duca di Hoboken nel 1717.

### XVIII secolo

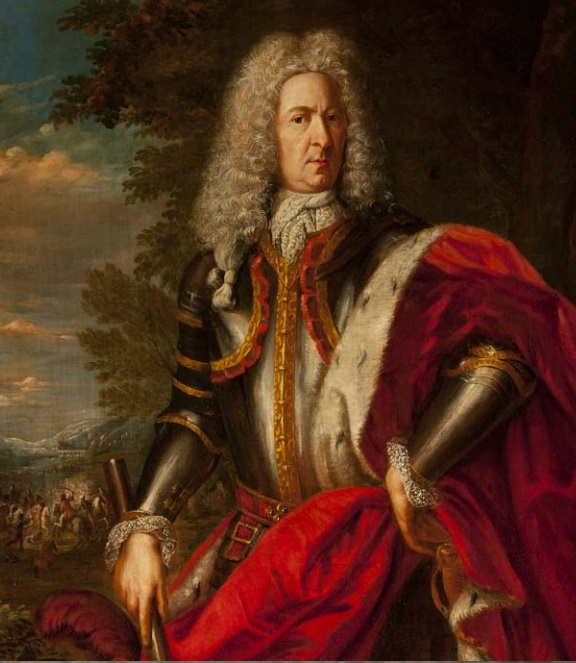
Conrard-Albert, I Duca d'Ursel

Il primo Duca di Hoboken, meglio conosciuto come il Duca di Ursel, completò una lunga carriera militare diventando Governatore della Contea di Namur. Aveva sposato nel 1713 la Principessa Eleanora di Salm, figlia di una Wittelsbach e imparentata con quasi tutte le corti d'Europa. Ereditò la contea di Grobbendonk, dopo che il vecchio conte di Grobbendonk scriss qualche anno prima: "Le nostre proprietà unite renderà la nostra famiglia una delle più forti nel paese."

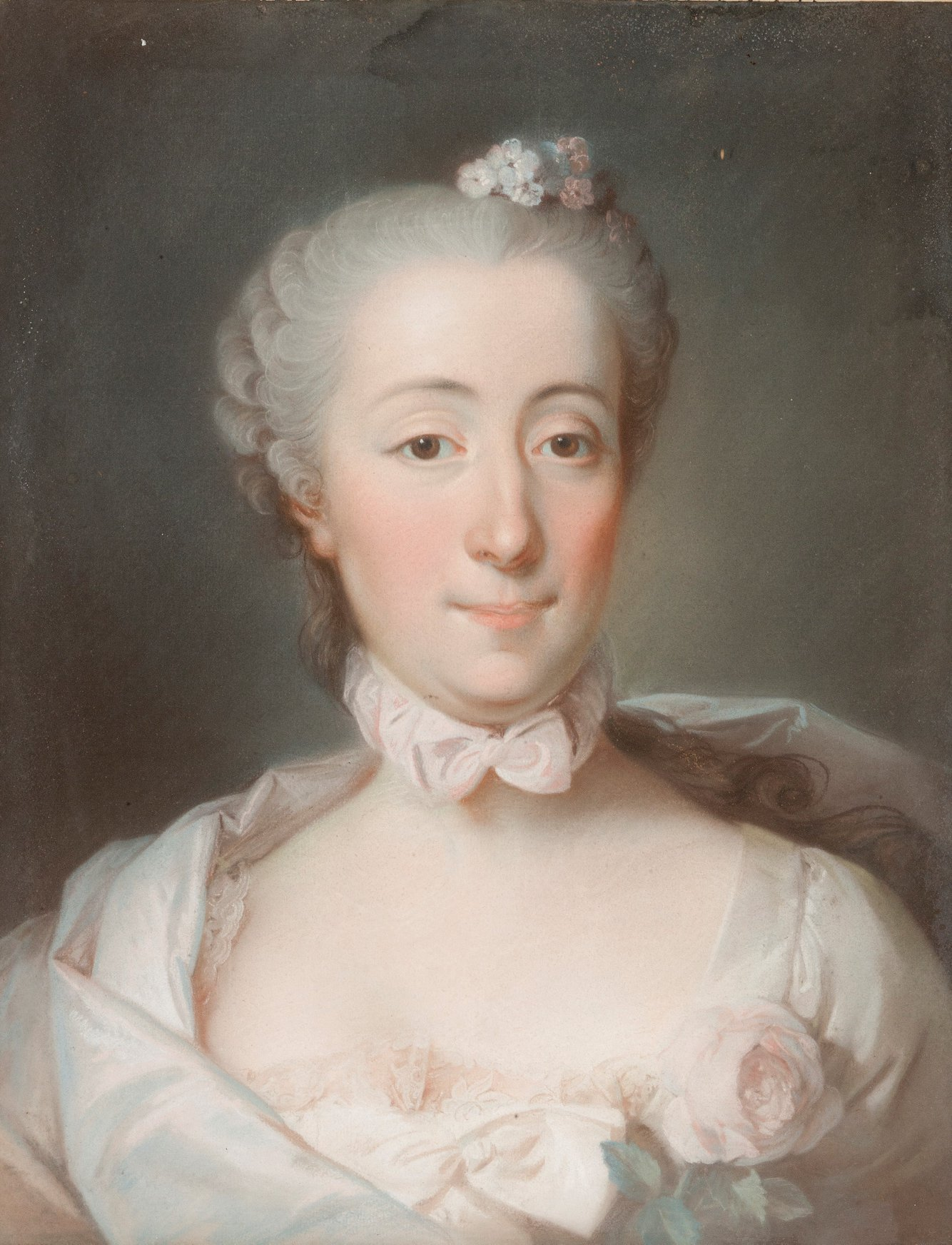
Eleanora de Lobcowitz, Duchessa d'Ursel

Suo figlio Carlo, II duca d'Ursel (1717-1775), fu feldmaresciallo al servizio di Maria Teresa d'Asburgo, governatore militare a Bruxelles, sposò la principessa Eleonora di Lobkowicz. Una delle sue figlie, Enrichetta d'Ursel, sposò il famoso Maresciallo Ferraris che presiedette alla realizzazione della Mappa Ferraris che porta il suo nome.
Suo figlio Wolfgang William, III duca d'Ursel (1750-1804), maggiore generale, marito della principessa Flore d'Arenberg, ha svolto un ruolo considerevole nella effimera rivoluzione del Brabante.
La Rivoluzione francese portò gravi perdite economiche alla famiglia, già dilaniata dai debiti.

### Epoca recente

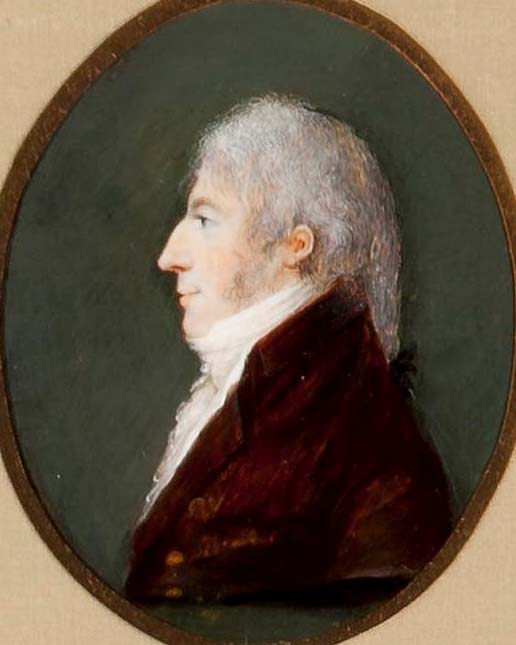
Charles-Joseph, IV duca di Ursel

Il IV Duca di Ursel, Charles-Joseph (1777-1860), era descritto dai contemporanei come un uomo "piacevole da tutte le parti (...), uomo di spirito, dai sentimenti moderati che gode della considerazione più meritata", è stato sindaco di Bruxelles sotto Napoleone, ministro e Gran Maestro della Casa della Regina sotto il re Gulielmo I, e infine Senatore del nuovo Regno del Belgio. Dalla moglie Louise-Victoire Marie-Josephe-Francoise Ferrero-Fieschi, principessa di Masserano, ebbe tre figli da cui discendono oggi gli Ursel.

## Titoli

### Conti del Sacro Romano Impero (1638)
- Conrard d'Ursel, Conte del Sacro Romano Impero nel 1638.
- Francois d'Ursel, (1626-10 agosto 1696).

### Duchi di Hoboken (1717)
- Conrard-Albert d'Ursel, 1º Duca d'Ursel (1665-1738) fu promosso da Conte a Duca di Hoboken nel 1717, ma il titolo è meglio conosciuto sotto il nome di Duca d'Ursel.
- Charles d'Ursel, 2º Duca d'Ursel (1717–1775).
- Wolfgang-Guillaume d'Ursel, 3º Duca d'Ursel (1750–1804). Principe di Arche e Charleville.
- Charles-Joseph d'Ursel, 4º Duca d'Ursel (1777–1860).
- Léon d'Ursel, 5º Duca d'Ursel (8 ottobre 1805 – 7 marzo 1878).
- Joseph d'Ursel, 6º Duca d'Ursel (3 luglio 1848 – 15 novembre 1903).
- Robert d'Ursel, 7º Duca d'Ursel (7 gennaio 1873 – 16 aprile 1955).
- Henri d'Ursel, 8º Duca d'Ursel, (18 novembre 1900 – 30 maggio 1974).
- Antonin d'Ursel, 9º Duca d'Ursel, (28 aprile 1925 - 13 settembre 1989).
- Stephane Antonin Henri François d'Ursel, 10º Duca d'Ursel, (13 luglio 1971 -).

### Conti d'Ursel
- Antoine A.L.J.A. d'Ursel. (23 gennaio 1896, Bruxelles-24 décembre 1943, Biriatou.
- Antoine d'Ursel (23 novembre 1953) Cavaliere di Giustizia - Reale Commissione per il Lussemburgo.
- Thibault d'Ursel (5 giugno 1980).